# Caso One contra Olesen
El caso One contra Olesen 355 U.S. 371, 13 de enero de 1958 fue un caso judicial que llegó a la Corte Suprema de los Estados Unidos cuya decisión resultó histórica para los defensores de los derechos LGBT del país.  
ONE, Inc. era una filial de la Mattachine Society que se encargaba de publicar una de las primeras revistas gais, ONE: The Homosexual Magazine (Uno: la revista homosexual), desde 1953. Tras una campaña de acoso del Servicio Postal de los Estados Unidos y el FBI, el jefe de la oficina de correos de Los Ángeles declaró obsceno el número de octubre de 1954 y por lo tanto no podría ser enviado por correo debido a la ley Comstock.
La revista demandó a la oficina postal. La decisión del tribunal de primera instancia (de marzo de 1956) dio la razón a la oficina postal, como lo hizo la corte de apelación del noveno circuito (febrero de 1957). Para sorpresa de todos los afectados la apelación a la Corte Suprema no sólo fue aceptada sino que, basándose en la reciente sentencia del Caso Roth contra los Estados Unidos 354 U.S. 476 (1957) que sentaba jurisprudencia, el tribunal revocó la sentencia del tribunal del noveno circuito dando la razón a la revista sin ni siquiera esperar a que se abriera la vista oral, con una escueta sentencia per curiam. Siendo la primera vez que la Corte suprema de los Estados Unidos se pronunció sobre un tema relacionado específicamente con la homosexualidad.